# Сарагюх
Сарагюх (на арменски: Սարագյուղ) е село и община в Армения, област Ширак. Според Националната статистическа служба на Армения през 2012 г. има 206 жители.

## Демография
Броят на населението в годините 1873 – 2004 е както следва: